# Бої за Сіверськ (2022)
Бої за Сіверськ — бойові зіткнення в Сіверську під час російського вторгнення в Україну у 2022 році в ході бойових дій на Донбасі, які розпочалися 3 липня.

## Передумови

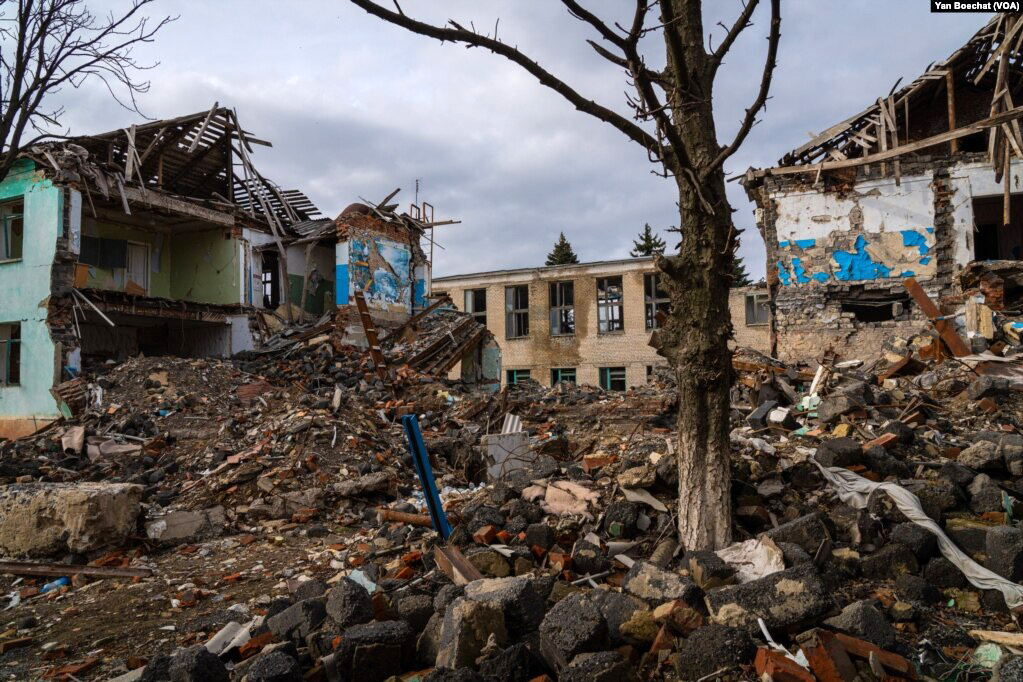
Сіверський професійний ліцей. зруйнований обстрілом 5 травня 2022 року

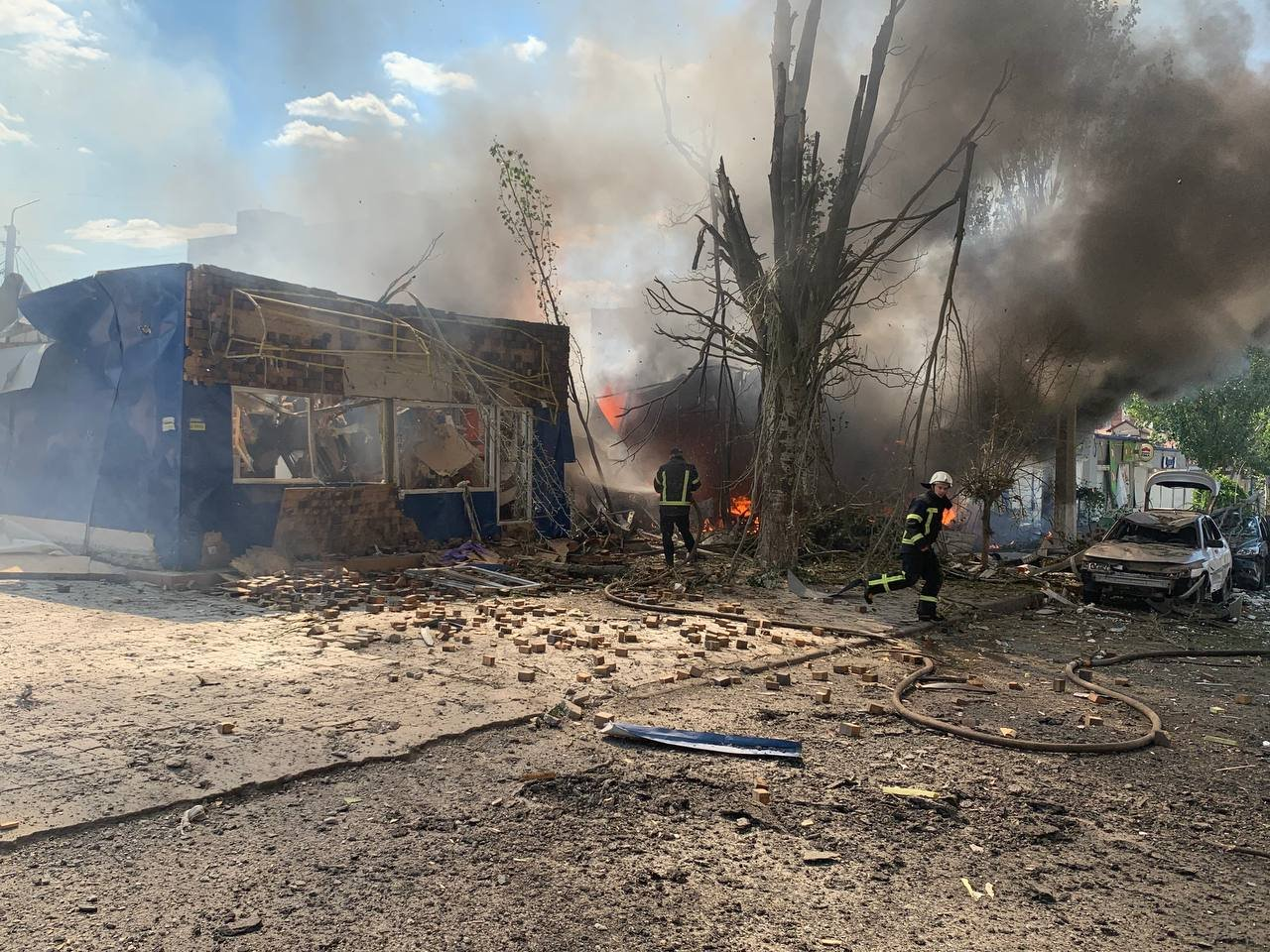
Атака на Бахмут під час просування росіян до Сіверська 16 липня 2022 року

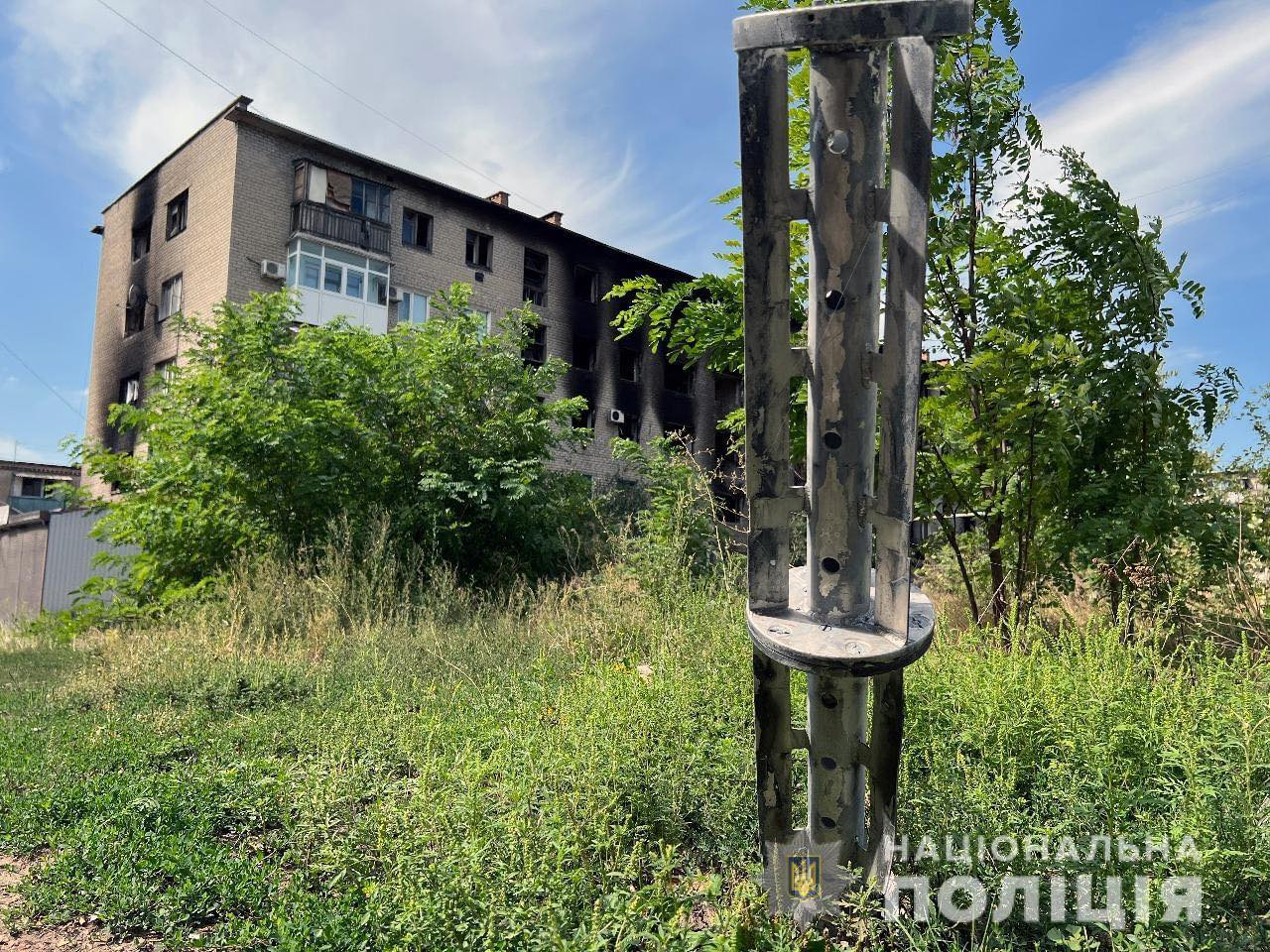
Будинок у Сіверську (серпень 2022 року)

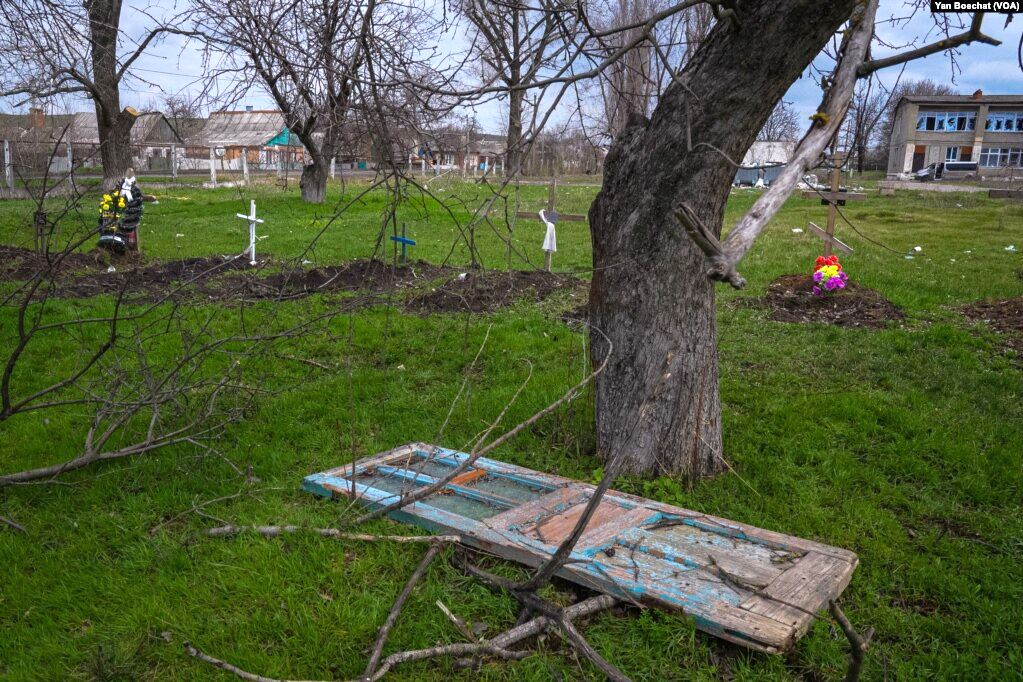
Поховання, зроблені жителями Сіверська у дворі лікарні через близькість кладовища до лінії фронту

25 червня російські війська захопили Сєвєродонецьк, Сиротине, Воронове та Борівське. У місті залишилося приблизно 10 000 мирних жителів. У цей час заступник міністра оборони України Ганна Маляр розкритикувала цивільних осіб за те, що вони нібито зривають військові дії під час бою, поширюючи у соцмережах військову інформацію.
2 липня битва під Лисичанськом завершилася черговою перемогою росіян, а наступного дня війська російської ЛНР оголосили про повний контроль над усією Луганською областю. 4 липня The Guardian повідомила, що після падіння Луганської області російські окупаційні війська продовжать вторгнення в сусідню Донецьку область, щоб атакувати міста Слов’янськ і Бахмут. Наступного дня радник президента України Володимира Зеленського Олексій Арестович визнав, що Лисичанську загрожує захоплення росіянами. Губернатор Луганської області Сергій Гайдай заявив, що місто атакували «з незрозуміло жорстокою тактикою», а росіяни «вперто наступають» із втратами. Зовнішні спостерігачі відзначили, що падіння Лисичанська означало, що Росія досягла своєї стратегічної мети захоплення всієї Луганської області в рамках своєї великої мети захоплення всього Донбасу. Пізніше того ж дня український Генштаб підтвердив, що їхні сили відступили з Лисичанська, однак президент Зеленський заперечив, що місто було повністю захоплене, сказавши: «...ми не можемо точно сказати, що Лисичанськ знаходиться під контролем [Росії]. На підступах до Лисичанська точаться бої». Пізніше тієї ночі Зеленський визнав, що Лисичанськ упав, і пообіцяв з часом повернути місто, «завдяки збільшенню постачання сучасної зброї».

## Хід бойових дій
"МЗС" «ЛНР» 3 липня оголосило про початок боїв за Сіверськ, хоча Україна та західні спостерігачі відкинули це твердження. Під час битви під Лисичанськом російська армія розпочала наступ у напрямку Сіверська з трьох напрямків. Місто Сіверськ розташоване в північній частині Донецької області, на яку претендує «ДНР», за 30 кілометрів на захід від Лисичанська. Того ж дня війська Росії та «ЛНР» зайняли місто Білогорівка, вийшовши на адміністративний кордон Луганської та Донецької областей. 4 липня російські війська продовжили наступ на Сіверськ. 6 липня російські війська почали бої в районі сіл Спірне, Верхньокам’янське, Григорівка та Білогорівка, усі в межах 15 км від Сіверська. Через три дні, 9 липня, російські та сепаратистські війська заявили, що вони захопили місто Григорівка, що британське міністерство оборони підтвердило 12 числа. 11 липня російські війська підійшли всього на кілька кілометрів до Сіверська.  12 липня російські війська здійснили обмежений наземний штурм на схід від Сіверська. Український Генштаб заявив, що російські війська зазнали серйозних втрат під час невдалого штурму Спірного та Івано-Дарівки.
Російське державне ЗМІ ТАСС, підтримане заявами ватажка «ДНР» Дениса Пушиліна, 13 липня заявило, що вони захопили частини Сіверська. Колишній командир сепаратистів Ігор Гіркін стверджував, що ніяких боїв за місто не було, а російські війська просто увійшли сюди після того, як українські сили відступили. Віталій Кисельов, помічник "міністра" внутрішніх справ «ЛНР», підтримав заяви російських військових кореспондентів про захоплення Сіверська військами Росії та «ЛНР», але кадри, опубліковані ООС, підтвердили, що російські війська не захоплювали Сіверськ станом на 14 липня, що суперечить цій заяві. В українському Генштабі заявили, що 15 липня російські війська завдали атаки та авіаудару по Верхньокам'янському, проте атаку українські сили відбили. Також стверджувалося, що російські війська невдало намагалися захопити Спірне.
16 липня Міноборони Росії оголосило про припинення оперативної паузи, яка почалася 4 липня. 16 липня російські війська продовжили обмежені наземні наступи на Сіверськ. В українському Генштабі заявили, що російські війська намагалися покращити тактичні позиції в Івано-Дарівці та Григорівці, але їм це не вдалося. Російські війська також обстріляли Сіверськ та навколишні населені пункти Верхньокам’янське та Званівка, щоб продовжити створення умов для проведення операцій із взяття міста під контроль. 17 липня як російські, так і українські джерела повідомляли про бої в Івано-Дарівці та Білогорівці та під Берестовим. Також російські війська провели повітряну розвідку околиць Сіверська.
19 вересня українські війська звільнили Білогорівку.
На початку жовтня, під час Лиманської операції та другої битви за Кремінну ЗСУ, наступаючи зі сторони Лиману форсували річку Жеребець та почали рух в напрямку Кремінної, відкинувши ЗС РФ з позицій за Сіверським Донцем на півночі від Сіверська, значно зменшивши можливості Росії в Сіверьку. Росіяни були відкинуті на 14 кілометрів від Сіверська, втративши позиції на півночі в Кремінських лісах.